# Poul Dalsager
Paul Dalsager (Hirtshals, 5 de marzo de 1929 - Hjørring, 2 de mayo de 2001) fue un político danés, miembro de la Comisión Europea entre 1981 y 1985.

## Biografía
Nació el 5 de marzo de 1929 en la ciudad de Hjørring, de la que fue alcalde. Murió el 2 de mayo del 2001 en la misma ciudad. 
Miembro del Partido Socialista, en febrero de 1975 fue nombrado ministro de Agricultura y Pesca en el gobierno de Anker Jørgensen, cargo que llevó a cabo hasta agosto de 1978. En el nuevo gobierno de Jørgensen, entre octubre de 1979 y enero de 1981 le fueron otorgadas nuevamente ambas carteras ministeriales.
En enero de 1981 fue nombrado miembro de la Comisión Europea en substitución de Finn Olav Gundelach, llegando a ser comisario europeo de Agricultura y Asuntos Pesqueros, cargos que ocupó hasta enero de 1985.
- Datos: Q1397487
- Multimedia: Poul Dalsager / Q1397487